# Звонко Ивезић
Звонко Ивезић (Вајска, 17. фебруар 1949 — Сремска Каменица, 4. септембар 2016) био је југословенски и српски фудбалер и фудбалски тренер.

## Биографија и каријера
Ивезић је каријеру започео као дечак у пионирском тиму Војводине, где је прошао кроз све селекције клуба, а за први тим дебитовао 1965. године, када је Војводина освојила прву шампионску титулу у њеној историји, у сезони 1965/66. За Војводину је одиграо 220 лигашких утакмица, на којима је постигао 59 голова, укупно 458 утакмица са 170 постигнутих голова. Од 1976. године каријеру је наставио у француском Сошоу, а затим од средине 1982. године играо у Паризу, у клубу Расинг, где је на 33 утакмице постигао 4 гола.
Након што је скренуо пажњу на себе добром игром у Војводини, добио је позив државног тима, за младу препрезентацију Југославије одиграо је пет утакмица, док је за први тим Југославије одиграо четири. У првом тиму дебитовао је на пријатељској утакмици против селекције Холандије у Београду, 31. маја 1975. године, а последњи пут у дресу репрезентације Југославије био је у пријатељском сусрету у Риму, против репрезентације Италије 29. септембра 1976. године.
Након што је завршио играчку каријеру, био је генерални секретар Војводине, која се у то време борила за опстанак у Првој лиги Југославије, 1986. године. Ивезић се касније посветио тренерском послу, тренирао је неколико клубова из Србије, као што су Јединство Стара Пазова, ОФК Славија, Шајкаш Ковиљ, ЧСК Пивара, а највећи траг као тренер оставио је у Бечеју и Рудару Угљевик.
Последње године живота Ивезић је провео у Баноштору, а преминуо је 4. септембра 2016. године у приватној болници у Сремској Каменици.